# Лейтнер, Себастьян
Себастьян Лейтнер (1919, Зальцбург — 1989) — немецкий комментатор и популяризатор науки.
Будучи студентом в Вене, в 1938 году, он был арестован нацистами за несогласие с аннексией Австрии Германией. Позже он переехал во Франкфурт, где изучал право, однако в 1942 году был призван в Вермахт. После нескольких лет заключения в советском плену, в 1949 году он вернулся в Германию и начал свою карьеру комментатора. Его жена австрийская журналистка и писательница Тия Лейтнер.
Поначалу, лейтмотивом его исследований были правовые и социологические аспекты, однако позже он охватил медицинскую и психологическую тематику. Его книга «Как научиться учиться» (нем. So lernt man lernen), которая является практическим руководством психологии обучения, стала бестселлером. Данный труд очень часто упоминается в связи с системой Лейтнера  (англ. Leitner System) для обучения по методике интервальных повторений.
В 2019 году в России вышел перевод части книги Лейтнера "Как научиться учиться" с подробным описанием метода. 

## Труды
- So lernt man lernen. Der Weg zum Erfolg (Как научиться учиться), Freiburg i. Br. 1972/2003, ISBN 3-451-05060-9
- So lernt man leben (How to lear to live), München 1974, Droemer Knaur, ISBN 3-426-04571-0
- Себастиан Лейтнер. Метод интервальных повторений (Из книги "Как научиться учиться"). - М.: Издательство "Перо", 2019. - 106 с. - ISBN 978-5-00150-517-4.